# Sicherungsgruppe
Die Sicherungsgruppe (SG) ist eine Abteilung im deutschen Bundeskriminalamt, der gem. § 6 des Bundeskriminalamtgesetzes (BKAG) der Schutz von Mitgliedern der Verfassungsorgane und der Leitung des Bundeskriminalamtes obliegt.

## Aufgaben
Zu den Aufgaben der Sicherungsgruppe zählt der Schutz des Bundespräsidenten, der Mitglieder des Deutschen Bundestags, des Bundesrats, der Bundesregierung, der Bundesversammlung, des Gemeinsamen Ausschusses und des Bundesverfassungsgerichts. In besonderen Fällen fallen auch ausländische Gäste in ihren Zuständigkeitsbereich. Gegründet wurde sie als Sicherungsgruppe-Bonn.
Der erforderliche Personenschutz geht weit über die sichtbare Begleitung von Schutzpersonen hinaus. Er umfasst eine breite Palette von ineinandergreifenden Maßnahmen, die auf einer individuellen Gefährdungsbewertung basieren.
Der Schutzauftrag des BKA gliedert sich in folgende Komponenten:
- Gefährdungsbewertung: Hierbei erfolgt die Analyse und Bewertung von Informationen, um die Gefährdungslage zu beurteilen. Diese Bewertung wird regelmäßig oder bei Bedarf aktualisiert, und darauf aufbauend werden die erforderlichen Schutzmaßnahmen festgelegt.

- Unmittelbarer Personenschutz: Die zu schützende Person, wie beispielsweise der Bundeskanzler, wird von Personenschützern unmittelbar begleitet, auch während Reisen. Vor Veranstaltungen an externen Orten prüft das Personenschutzteam diese Orte im Voraus und koordiniert weitere Schutzmaßnahmen mit der örtlichen Polizei.

- Innenschutz: Gebäude, in denen sich Schutzpersonen dauerhaft aufhalten, werden kontinuierlich geschützt. Das BKA ist für den Schutz der Innenräume (z. B. des Bundespräsidialamts oder der Wohnsitze) zuständig, während die Sicherheit der Außenbereiche in der Verantwortung der Bundespolizei liegt. Eine Ausnahme bildet der Deutsche Bundestag, der über seine eigene Polizei verfügt und das Bundestagsgebäude schützt.

- Sicherheitsberatung: Je nach Gefährdungsgrad der Schutzperson sind zusätzliche Sicherheitsmaßnahmen wie Gitter, spezielle Fenster oder Alarmanlagen an deren Aufenthaltsorten erforderlich. Das BKA begutachtet die Wohn- und Dienstgebäude der Schutzpersonen und berät darüber, wie die technische Sicherung am effizientesten gestaltet werden kann.

- Schutz von Staatsgästen: Besondere Aufmerksamkeit gilt ausländischen Staatsgästen, die in Deutschland aufgrund ihres Amtes oder ihrer Vita gefährdet sein können. Das BKA organisiert den Schutz dieser Gäste in enger Abstimmung mit den mitgereisten ausländischen Sicherheitskräften, wie beispielsweise dem US Secret Service während des Besuchs von US-Präsident Barack Obama in Hannover im April 2016.

- Aus- und Fortbildung: Um Personenschützer beim BKA zu werden, durchlaufen die Kandidaten zunächst die allgemeine Ausbildung für den gehobenen Polizeivollzugsdienst. Anschließend erfolgt eine mehrmonatige Spezialausbildung im BKA. Der Berufsalltag eines Personenschützers umfasst kontinuierliches Training in Selbstverteidigung, Schießen, Teamarbeit usw. Eine hohe körperliche Fitness ist in diesem Beruf von großer Bedeutung, um auf jeden Ernstfall vorbereitet zu sein.

## Kritik
Gegen Mitarbeiter der Sicherungsgruppe liefen mehrere Verfahren und es sind Anschuldigen wegen Rechtsextremismus und Sexismus aufgekommen. In keinem Fall ist eine Verurteilung bekannt geworden. Außerdem wurde in den Jahren immer wieder Kritik an ihrem Verhalten kund.